# Hippolyte Passy
Pour les articles homonymes, voir Passy.
Hippolyte Philibert Passy est un économiste et homme politique français né à Garches (actuel département des Hauts-de-Seine) le 16 octobre 1793 et mort à Paris le 1er juin 1880.

## Biographie
Issu d'une famille originaire de Gisors, fils de Louis-François Passy, ancien commis aux exercices de la recette générale de Soissons, puis receveur général du département de la Dyle (Bruxelles) sous le Premier Empire, et d'Hélène Pauline Jaquette d'Aure, Hippolyte Passy était le frère cadet d'Antoine Passy (1792-1873), homme politique, géologue et botaniste, et l'oncle de Frédéric Passy (1822-1912), pacifiste et premier lauréat du prix Nobel de la paix.
Il commença par embrasser la carrière militaire. Admis à l'école de cavalerie de Saumur en 1809, il devint lieutenant de hussards en 1812 et prit part aux dernières campagnes de Napoléon Ier. Il démissionna après Waterloo et, hostile à la Restauration, partit pour les Antilles et la Louisiane.
En mer, il lut Recherches sur la nature et les causes de la richesse des nations d'Adam Smith et se prit de passion pour l'économie politique. Il revint en France et se retira près de Gisors, où il s'occupa d'agriculture. Il commença également à s'intéresser à la politique, collaborant aux journaux d'opposition, et notamment au National dès sa création.

## Député sous laMonarchie de Juillet
Le 28 octobre 1830, il fut élu député par le grand collège électoral du département de l'Eure et siégea dans le Tiers Parti. Il fut le rapporteur du budget de 1831. Il fut réélu dans le 5e collège électoral de l'Eure (Louviers) le 5 juillet 1831 et le 21 juin 1834. Économiste attitré du centre gauche, il fut encore rapporteur du budget de 1832 et intervint surtout sur les questions financières. Il fait partie également des députés les plus opposés à la colonisation de la régence d'Alger à laquelle il ne voit aucun intérêt économique.
Il fut nommé ministre des Finances dans l'éphémère ministère Maret (10-18 novembre 1834). Il dut, de ce fait, se représenter devant les électeurs qui renouvelèrent son mandat le 6 décembre 1834 et fut élu vice-président de la Chambre des députés, fonction qu'il conserva jusqu'en 1839, avec les seules interruptions résultant de ses fonctions ministérielles.
En décembre 1834, il fait partie des vingt-sept fondateurs de la Société française pour l'abolition de l'esclavage dont il devient le vice-président.
Ami d'Adolphe Thiers, il défendit à ses côtés les lois de septembre et devint ministre du Commerce et des Travaux publics dans son premier ministère (22 février-25 août 1836). Le 19 mars 1836, ses électeurs le réélurent (301 voix sur 319 votants).
Il s'opposa au ministère Molé, qui succéda au ministère Thiers et fit partie de la coalition qui entraîna sa chute. Louis-Philippe Ier le pressentit pour former le nouveau ministère, mais il ne put y parvenir (V. deuxième ministère Soult, constitution). Il fut réélu à Louviers le 4 novembre 1837 et le 2 mars 1839.
Pour l'élection du président de la Chambre des députés, le 14 avril 1839, l'attitude de Thiers, qui avait fait échouer toutes les tentatives de former un gouvernement depuis la chute du deuxième ministère Molé, et qui soutenait la candidature d'Odilon Barrot, leader de l'opposition dynastique, suscita une dissidence au centre gauche pour porter Passy à la présidence. Sa candidature recueillit les voix du centre ministériel et des doctrinaires, ravis de cette zizanie à gauche. Passy fut donc élu par 227 voix contre 193 à Barrot.
Le 12 mai 1839, il fut de nouveau ministre des Finances dans le deuxième ministère Soult et obtint la confirmation de son mandat de député le 8 juin. Comme ministre des Finances, il présenta à la Chambre, le 20 février 1840, le projet de loi relatif à la dotation du duc de Nemours qui fut repoussé et entraîna la chute du ministère (1er mars 1840).
L'épisode de son élection à la présidence de la Chambre, puis de son entrée dans le ministère Soult sans l'aval de Thiers, précipitèrent la rupture avec ce dernier qui, en 1839, fit connaître au roi qu'il accepterait d'entrer dans toute combinaison ministérielle à la seule condition de n'y retrouver ni Passy ni Dufaure qui, selon lui, l'avaient trahi en acceptant des portefeuilles contre son aveu.
Réélu comme député le 9 juillet 1842, Passy devint pair de France le 16 décembre 1843. À la Chambre des pairs, il rapporta la loi de finances. Il fut promu commandeur de la Légion d'honneur le 24 avril 1845. Membre correspondant de l'Institut de France depuis 1833, il avait été reçu le 7 juillet 1838 à l'Académie des sciences morales et politiques dans la section d’économie politique, au fauteuil de Talleyrand.

## Ministre de laDeuxième République
En 1848, il n'appartint pas à l'Assemblée constituante, mais fut nommé ministre des Finances dans le premier gouvernement Odilon Barrot le 20 décembre 1848, et également dans le deuxième gouvernement Odilon Barrot jusqu'au 31 octobre 1849. Il s'opposa à la réduction de l'impôt sur le sel et proposa, pour équilibrer le budget de 1850, une surtaxe sur les successions et donations, une taxe sur les biens de mainmorte, un impôt de 1 % sur le revenu et le rétablissement de l'impôt sur les boissons.
Le 13 mai 1849, il fut élu député dans l'Eure et dans la Seine et opta pour l'Eure. Il appuya le gouvernement présidentiel jusqu'au coup d'État du 2 décembre 1851. Il se retira alors de la vie politique et se consacra à des travaux d'économie politique, prenant position contre la colonisation, l'esclavage, et en faveur du libre-échange. Il était l'un des fondateurs de la Société d'économie politique (1845).

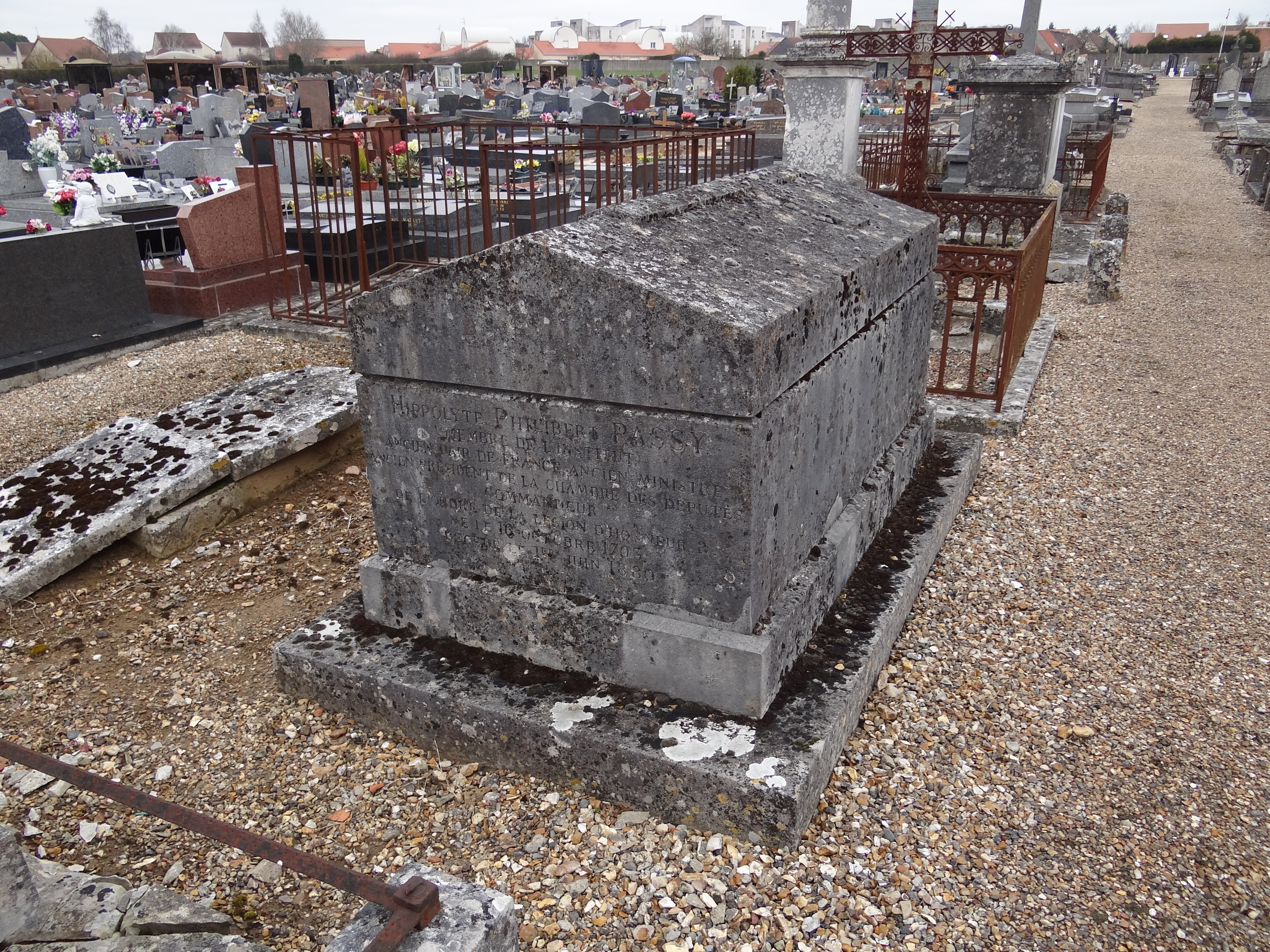
Le tombeau d'Hippolyte Passy au cimetière de Gisors (Eure).

## Décorations
- Légion d'honneur :
  -  Chevalier de la Légion d'honneur : 1813
  -  Commandeur de la Légion d'honneur : 1845

## Œuvres
- De l’aristocratie dans ses rapports avec les progrès de la civilisation, Paris : A. Bossange, 1826, in-8
- Des Changements survenus dans la situation agricole du département de l'Eure depuis l'année 1800, Paris : Guillaumin, 1841, in-8 (extrait du Journal des Économistes)
- Des systèmes de culture et de leur influence sur l’économie sociale, Paris : Guillaumin et Cie, 1846, in-8°, IV-177 p. Texte en ligne ; 2e éd., Paris, Guillaumin, 1853, in-18, 245 p.
- Des Causes qui ont influé sur la marche de la civilisation dans les diverses contrées du globe, Paris, Impr. de Firmin-Didot frères, 1847, in-4
- Des causes de l’inégalité des richesses, Paris : Pagnerre, 1848, in-18
- Des formes de gouvernement et des lois qui les régissent, Paris : Guillaumin, 1870, in-8
- L’histoire et les sciences sociales et politiques, 1879

Il collabora également au Journal des Économistes et à la Revue de Législation.

## Quelques jugements sur Hippolyte Passy

### Lesfrères Goncourt[12]
M. Hippolyte Passy est un vieillard chauve, quelques cheveux blancs aux tempes, l’œil petit, brillant et vif, grand et allègre. Il est bavard avec délices. Il parle toujours et de tout. Son organe est zézayant, sa parole nette, son débit clair et pressé. Il a sur toutes choses au monde, non des idées mais des notions. Il a beaucoup lu, beaucoup vu et beaucoup retenu. Il a l’agrément sans fruit des non-spécialistes. Science universelle à fleur de cerveau. Une grande poursuite et une grande recherche, et une grande affectation, de l’indépendance en tout, du pouvoir, de l’opinion, des théories reçues, et des principes adoptés et des rois. Un homme du monde du Danube, lié avec toutes les Encyclopédies et brouillé avec tous les Évangiles ; ne voyant guère dans les formes du gouvernement qu’une façon de corruption, tarifiant toute chose : une papauté à 12 cent mille francs et la députation en 48 à 18 mille francs aux Ateliers nationaux. Ne croyant ni aux hommes ni à la politique ; mais uniquement aux chiffres et à l’économie politique. Mémoire très diverse et très rangée, un arsenal contre les illusions et les dévouements. Une ironie bonhomme, un sourire de La Fontaine vieil homme d’État, contre tous ceux et tout ce à qui et à quoi on peut le croire attaché, Louis-Philippe par exemple, qu’il appelle le papa d’Oliban de la chose. Fort engoué de l’utile, indifférent au reste, à l’art, etc., ne voulant voir à l’Exposition de l’industrie que les couteaux à 5 sous. Acharné railleur de la foi par excellence, de la religion et comme toute cette génération de 89, dont La Pucelle, fut la nourrice, inépuisable en voltairianismes et en malices contre le gouvernement de Dieu, contre sa charte la Bible, et contre ses ministres responsables.
Charmant causeur, esprit petit, tenant beaucoup ; ami des paradoxes du bon sens, des thèses sceptiques ; orateur de salon et de coin de cheminée, mordant de droite et de gauche, niant les principes, rapetissant les hommes avec ses souvenirs et les faits avec des détails ; plus jaloux de charmer l’attention que de le ravir, de parler que de convaincre, de ne pas ignorer que de savoir ; étourdissant les croyances, médisant du monde, de Dieu, des hommes et des choses pour la plus grande gloire de la conversation.
[…]
Au milieu de l’océan de scepticisme de M. Hippolyte Passy, deux ou trois îlots verts où poussent des croyances. Au milieu des ruines de toute foi, seule debout : la croyance à l’amélioration morale des populations et au talent des économistes.

### Tocqueville[13]
Je n’ai jamais vu d’aussi grand causeur ni qui se consolât si aisément des événements fâcheux en exposant les causes qui les avaient produits et les conséquences qui devaient s’ensuivre ; quand il avait fini de tracer le plus sombre tableau de l’état des affaires, il terminait d’un air souriant et placide en disant : « de telle sorte qu’il n’y a à peu près aucun moyen de nous en sauver et que nous devons nous attendre à une subversion totale de la société. »

### Sources
- Comte de Franqueville, Institut de France. Le premier siècle. 25 octobre 1795 - 25 octobre 1895, Paris : Académie des Sciences morales et politiques, tome I, p. 255
- « Hippolyte Passy », dans Adolphe Robert et Gaston Cougny, Dictionnaire des parlementaires français, Edgar Bourloton, 1889-1891 [détail de l’édition]